# Устье (Артюшинский сельсовет)
Устье — деревня в Белозерском районе Вологодской области.
Входит в состав Артюшинского сельского поселения, с точки зрения административно-территориального деления — в Артюшинский сельсовет.
Расположена на берегу Андозера. Расстояние по автодороге до районного центра Белозерска составляет 53 км, до центра муниципального образования села Артюшино — 13 км. Ближайшие населённые пункты — Карл Либкнехт, Рожаево, Средняя.
Население по данным переписи 2002 года — 23 человека (10 мужчин, 13 женщин). Преобладающая национальность — русские (91 %).